# Condado de Atascosa
O Condado de Atascosa é um dos 254 condados do estado norte-americano do Texas. A sede do condado é Jourdanton, e sua maior cidade é Jourdanton.
O condado possui uma área de 3 200 km² (dos quais 9 km² estão cobertos por água), uma população de 38 628 habitantes, e uma densidade populacional de 12 hab/km² (segundo o censo nacional de 2000).
O condado foi criado em 4 de agosto de 1856.